# 羅氏箭杆鰻
羅氏箭杆鰻為輻鰭魚綱鰻鱺目通鰓鰻科箭杆鰻屬的其中一種，該物種分布於西南太平洋的新喀里多尼亞海域，屬深海魚類，棲息深度可達710公尺。

## 擴展閱讀
維基物種上的相關：羅氏箭杆鰻